# ケイシー・レモンズ
ケイシー・レモンズ（Kasi Lemmons, 本名：Karen Lemmons, 1961年2月24日 - ）は、アメリカ合衆国の女優、映画監督。カシー・レモンズ、キャシー・レモンズとも表記される。

## 来歴
セントルイス出身のアフリカ系アメリカ人。ニューヨーク大学傘下のティッシュ・スクール・オブ・ジ・アーツとカリフォルニア大学ロサンゼルス校に学ぶ。
女優として映画『スクール・デイズ』や『羊たちの沈黙』などに出演、1997年に『プレイヤー/死の祈り（英語版）』で映画監督デビュー。ナショナル・ボード・オブ・レビュー賞新人監督賞やインディペンデント・スピリット賞新人作品賞を受賞した。
夫は、同じアフリカ系アメリカ人俳優・監督のヴォンディ・カーティス＝ホール。

## 主な作品

### 出演
| 公開年 | 邦題 原題                                                        | 役名                               | 備考       |
| ------ | ---------------------------------------------------------------- | ---------------------------------- | ---------- |
| 1988   | スクール・デイズ School Daze                                     | ペリー                             |            |
| 1988   | バンパイア・キッス Vampire's Kiss                                | ジャッキー                         |            |
| 1990   | ロサンゼルス大地震 The Big One: The Great Los Angeles Earthquake | メラニー                           | テレビ映画 |
| 1991   | 羊たちの沈黙 The Silence of the Lambs                            | アーディリア・マップ               |            |
| 1991   | ファイブ・ハートビーツ The Five Heartbeats                       | クッキー                           |            |
| 1991   | サンド・ストーム/ペルシャ湾に消えた銃声 Before the Storm         | アレックス                         | テレビ映画 |
| 1992   | 汚名/アフターバーン Afterburn                                    | キャロル・ノース                   | テレビ映画 |
| 1992   | キャンディマン Candyman                                          | バーナデット“バーニー”・ウォルシュ |            |
| 1993   | ハード・ターゲット Hard Target                                   | マリー・ミッチェル刑事             |            |
| 1994   | ドロップ・スクワッド Drop Squad                                  | ジューン                           |            |
| 1997   | グリッドロック Gridlock'd                                        | マドンナ                           |            |
| 1997   | あなたに逢えるその日まで… Til There Was You                      | アンジェネル                       |            |
| 2006   | L.A.デンジャラス Waist Deep                                      | 怒る黒人女性                       |            |
| 2012   | ディス/コネクト Disconnect                                       | ロバータ・ワシントン               |            |

### 監督
- プレイヤー/死の祈り Eve's Bayou (1997) 脚本も
- ケイブマン The Caveman's Valentine (2001)
- Talk to Me (2007)
- クリスマスの贈り物 Black Nativity (2013) 脚本も
- ハリエット Harriet (2019) 脚本も
- ホイットニー・ヒューストン I WANNA DANCE WITH SOMEBODY I Wanna Dance with Somebody (2022)